# Unione Sportiva Imperia 1981-1982
Questa voce raccoglie le informazioni riguardanti l'Unione Sportiva Imperia nelle competizioni ufficiali della stagione 1981-1982.

## Rosa
| N. |                   | Ruolo | Calciatore         |
| -- | ----------------- | ----- | ------------------ |
|    | Italia (bandiera) | A     | Luciano Bassan     |
|    | Italia (bandiera) | D     | Nazareno Biscatto  |
|    | Italia (bandiera) | C     | Stefano Bosetti    |
|    | Italia (bandiera) | C     | Giuseppe Brunetti  |
|    | Italia (bandiera) | A     | Andrea Bucciarelli |
|    | Italia (bandiera) | D     | Fulvio Bussalino   |
|    | Italia (bandiera) | C     | Francesco Conti    |
|    | Italia (bandiera) | C     | Mario Falari       |
|    | Italia (bandiera) | A     | Giovanni Gino      |
|    | Italia (bandiera) | C     | Dorno Greco        |
|    | Italia (bandiera) | C     | Enrico Lombardi    |

| N. |                   | Ruolo | Calciatore         |
| -- | ----------------- | ----- | ------------------ |
|    | Italia (bandiera) | C     | Sauro Marinelli    |
|    | Italia (bandiera) | D     | Claudio Olivieri   |
|    | Italia (bandiera) | D     | Andrea Peselli     |
|    | Italia (bandiera) | P     | Enrico Pionetti    |
|    | Italia (bandiera) | D     | Franco Rossi       |
|    | Italia (bandiera) | D     | Giovanni Schiesaro |
|    | Italia (bandiera) | D     | Fulvio Simonelli   |
|    | Italia (bandiera) | A     | Giorgio Tomba      |
|    | Italia (bandiera) | D     | Francesco Torchio  |
|    | Italia (bandiera) | A     | Stefano Turla      |